# RCH in het seizoen 1963/64
Het seizoen 1963/1964 was het negende jaar in het bestaan van de Heemsteedse betaaldvoetbalclub RCH. De club kwam uit in de Tweede divisie A en eindigde daarin op de derde plaats. Tevens deed de club mee aan het toernooi om de KNVB beker, hierin werd, na strafschoppen, in de eerste ronde verloren van Veendam (1–1).

## Wedstrijdstatistieken

### Tweede divisie A
|       | Alkmaar '54 | Be Quick | EDO   | 't Gooi | Haarlem | Heerenveen | Hilversum | HVC   | KFC   | Leeuwarden | PEC   | Tubantia | ZFC   | Zwartemeer | Zwolsche Boys |
| ----- | ----------- | -------- | ----- | ------- | ------- | ---------- | --------- | ----- | ----- | ---------- | ----- | -------- | ----- | ---------- | ------------- |
| Thuis | 2 – 1       | 3 – 0    | 1 – 2 | 4 – 0   | 4 – 1   | 3 – 0      | 1 – 1     | 0 – 5 | 2 – 1 | 3 – 3      | 2 – 1 | 3 – 1    | 3 – 1 | 1 – 1      | 4 – 1         |
| Uit   | 4 – 2       | 1 – 1    | 0 – 1 | 1 – 3   | 2 – 0   | 1 – 0      | 2 – 1     | 1 – 3 | 2 – 0 | 0 – 2      | 1 – 2 | 1 – 2    | 2 – 0 | 1 – 1      | 1 – 1         |

### Play-off promotiecompetitie
| Play-off wedstrijd                                                | Roda JC                                                                | 4 – 2 (3 – 1) | RCH                                  |
| 31 mei 1964 Plaats: Eindhoven Philips Stadion Toeschouwers: 5.000 | Albert Ummels 29' Tijn van Lier 43' Pierre Custers 45' Jan Louwers 75' |               | 9' Arie van den Berg 57' Dick Meijer |

### KNVB Beker
| 1e ronde                                          | RCH           | 1 – 1 (1 – 1, 0 – 1) Veendam wint na strafschoppen | Veendam          |
| 29 september 1963 Plaats: Heemstede Sportparklaan | Jan Dahrs 49' |                                                    | 15' Jelle Amsing |

## Statistieken RCH 1963/1964

### Eindstand RCH in de Nederlandse Tweede divisie A 1963 / 1964
| Stand | Gespeeld | Gewonnen | Gelijk | Verloren | Punten | Doelpunten voor | Doelpunten tegen |
| ----- | -------- | -------- | ------ | -------- | ------ | --------------- | ---------------- |
| 3e    | 30       | 16       | 6      | 8        | 38     | 55              | 39               |

### Topscorers
| #      | Naam               | Goal |
| ------ | ------------------ | ---- |
| 1.     | Uli Maslo          | 13   |
| 2.     | Dick Meijer        | 11   |
| 3.     | Arie van den Berg  | 9    |
| 4.     | Johan Engelsma     | 8    |
| 5.     | Jan Dahrs          | 5    |
| 5.     | Jan van Doesselaar | 5    |
| 7.     | Dries Hendriks     | 2    |
| 7.     | László Nánai       | 2    |
| Totaal | Totaal             | 55   |

| #      | Naam              | Goal |
| ------ | ----------------- | ---- |
| 1.     | Arie van den Berg | 1    |
| 1.     | Dick Meijer       | 1    |
| Totaal | Totaal            | 2    |

| #      | Naam      | Goal |
| ------ | --------- | ---- |
| 1.     | Jan Dahrs | 1    |
| Totaal | Totaal    | 1    |